# 楠永神社

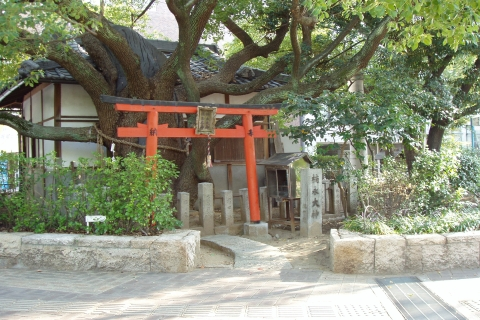
北側より撮影

楠永神社（くすながじんじゃ）は、大阪府大阪市西区にある神社。

## 祭神
- 楠永大神
- 楠玉大神

## 歴史
靱には古来、摂津国津村郷の産土神を祀る圓神祠（つぶらしんし）と呼ばれる祠が存在した。圓神祠の具体的な場所は不明であるが、当社の近くであったとされる（元々同地は大阪湾が深く入り込んだ場所にあり、圓江（つぶらえ）と呼ばれていた）。神々は文禄3年（1594年）、現在の御霊神社に遷座している。
江戸時代、北浜にあった海産物市場が同地に移転。寛永元年（1624年）には海部堀川と呼ばれる水路が開かれ、その時に人工的に作られた永代浜（えいたいはま）が船溜まりとなり、海産物の荷揚場として栄えた。当社の神木とされる楠はその時からあったとされる。昭和3年（1928年）12月、川岸の石垣工事中、楠の樹根から大きな白蛇が出てきたため、元の場所に埋め戻したが、それを伝え聞いた人々が多数参拝するようになった為、付近の有志者が樹の下に小祠を作り、楠永大神、楠玉大神を合祀するに至った。神社の名前は楠と永代浜から取ったとされる。
境内には「永代濵（浜）跡」の石碑が2基と、「靭海産物市場跡」の石碑、「御霊宮旧跡」の石碑がある。

## 境内

### 楠
昭和10年（1935年）に大阪府山林会が発行した「老樹名木誌（大阪市之巻）」によると、当社の神木とされる楠は樹齢300年とされる。大阪大空襲で一帯は焼け野原となったが、楠は1本だけ焼け残った。
戦後、占領軍が周辺の土地（現在の靱公園）を接収し、飛行場を建設。その際、飛行機の邪魔になるという事で楠を切り倒そうとしたが、「何かいわれがあるなら残してもいい」と市役所に告げていた。そこで楠の存続を求める住民が郷土史家の牧村史陽に助けを求めた。しかし、牧村は調べたが分からなかったため、一計を案じ、以下のような話を作り上げた。
またこの作り話に加え、「日本では蛇を神として大切にしており、それは動物愛護の精神にもつながる」などと付け足して陳情を行った。そのおかげか、楠は上部の枝が切り取られるのみにとどめた。
楠は現在も健在で、前述の「老樹名木誌」の時代には3.6mとされた幹回りは2011年の計測では4.3mまで成長した。幹には注連縄が巻かれ、神木として祀られている。

### 史跡
- 御霊宮旧蹟の碑
- 永代濱蹟の碑

## 塩干人形
昭和30年代から40年代にかけて、7月の当社の例大祭では塩干人形が飾られていた。これは元々、明治時代に当社の近くにあった靱中通二丁目の無格社住吉神社（後に港区の港住吉神社に合祀された）が「永代浜の住吉祭」の際に菊人形の代わりに出していたもので、昆布やスルメ、鰹節、干し海老、チリメンジャコなどの塩干物で精巧に作られていたという。明治42年（1909年）7月31日の北区に起きた火災の影響で途絶えていたが、昭和になり楠永神社の大祭で復活した。
塩干人形はその後、人形つくりの職人が亡くなった事で再び途絶えたという。

## その他
- 御霊神社に神々が移転したため、地元ではただの飾りとも揶揄される場合がある。しかし現在は、二本の楠(それぞれ樹齢300有余年と言われる)が当社の主神になっている。
- そのため、当社の楠は幾度も伐採されそうになるが、そのたびに何らか（怪我人がでるなど）の影響があったため、二本の楠は土地神として信仰されている。

## 現地情報
所在地
- 大阪市西区靱本町2-1 （靱公園内）

交通アクセス
- 最寄駅：大阪メトロ中央線阿波座駅下車後、徒歩約7分